# Hermanniella yasumai
Hermanniella yasumai är en kvalsterart som beskrevs av Aoki 1973. Hermanniella yasumai ingår i släktet Hermanniella och familjen Hermanniellidae. Inga underarter finns listade i Catalogue of Life.